# Lábtolás
A lábtolás összetett súlyzós gyakorlat, mely során a gyakorlatot végző személy a lábával súlyt vagy egyéb ellenállást tol el magától. A gyakorlatot általában lábtológépen végzik. A lábtolás segíthet megerősíteni a lábizmokat a súlyzóval történő guggoláshoz. Ha helyesen végzik, a térdeket is felkészíti a guggolásnál bekövetkező terhelésre, ugyanakkor ha helytelenül végzik, például a térdízületet teljesen megfeszítik, súlyos sérüléshez is vezethet.
Többféle variációban végezhető, létezik egylábas verzió és akár rugalmas gumiszalagokkal is lehet fokozni az ellenállást.

## Típusok

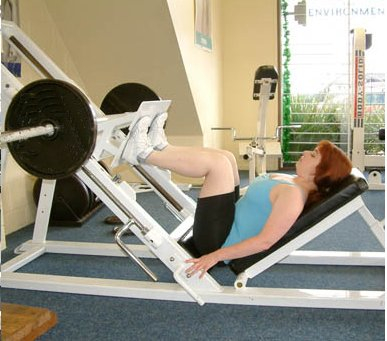
Döntött lábtoló

A lábtológépeknek két fő típusát lehet megkülönböztetni, az egyik lapsúllyal működik, itt vagy az ülést tolja el a lábtámasztól a gyakorlatot végző (ilyenkor az ülés síneken siklik), vagy a lábtámlát tolja el magától; a másik típus az úgynevezett döntött (incline) lábtoló, ilyenkor az ülés jobban meg van döntve, a lábtámla szöget zár be vele, a gyakorlat végzésekor a személy a mellkasa felé ereszti le a lábtámlát és onnan tolja el. Az ilyen gépek mechanikus védelemmel vannak ellátva, nehogy a támla bizonyos magasság alá süllyedjen. Az ilyen lábtolóra súlytárcsákat akasztanak. A döntött lábtolón más lábgyakorlatokkal összehasonlítva nagyobb súlyt lehet megmozgatni.

## Izomcsoportok
A lábtolás a guggoláshoz hasonlóan a comhajlító izmokat, a négyfejű combizmot, a gluteus maximust és bizonyos mértékig a vádlit dolgoztatja meg. A gyakorlat ki is válthatja a guggolást azoknál, akik számára például túl veszélyes lenne guggolni, például hátsérülés miatt, vagy kezdők számára, akiknek még nem elég fejlettek az izmaik a szabadsúlyos guggoláshoz, bár megjegyzendő, hogy a guggolással összehasonlítva kevésbé hatékony.
A támla és az ülés által bezárt szöget, valamint a lábak helyzetét változtatva más-más izomcsoportra lehet helyezni a hangsúlyt. Például a lábak lentebb helyezésével és összébb zárásával a négyfejű combizmot lehet jobban megcélozni, a lábak távolságának növelésével pedig inkább a csípőközelítő izmokat.